# لس کوکر (بازیکن فوتبال، زاده۱۹۲۴)
لس کوکر (انگلیسی: Les Cocker; ۱۳ مارس ۱۹۲۴ – ۴ اکتبر ۱۹۷۹) بازیکن فوتبال اهل بریتانیا بود.
از باشگاه‌هایی که در آن بازی کرده‌است می‌توان به باشگاه فوتبال استوک‌پورت کانتی و باشگاه فوتبال آکرینگتون استنلی اشاره کرد.